# كينلا
كينلا هي قرية تقع في جنوب غامبيا بقرب الحدود السنغالية. ولد فيها الرئيس الغامبي يحيى جامع وساهم بتوسيعها بعد وصوله للسلطة. وأصبحت موطنًا للقصر الرئاسي وفيها حلبة مصارعة وفندق فاخر وحديقة لعب ومنتزة للحيوانات قال جامع أنه سيسمح للغامبيين بتجربة الحياة البرية الأفريقية. فشل المنتزة في البداية نظرًا لكثرة الصيد والافتراس وقلة الغذاء.
في 19 يناير 2017 استولت القوات السنغالية على القرية من الجيش المؤيد لغامبي وحركة القوى الديمقراطية في كازامانس في بداية التدخل العسكري في غامبيا.

## أعلام
- يحيى جامع